# Karl den Store
Karl den Store (tysk: Karl der Große, latin: Carolus Magnus, fransk/engelsk: Charlemagne) (2. april 742, 747 eller 748 – 28. januar 814 i Aachen) var hersker over Frankerriget fra 768 til sin død i 814. Han underlagde sig det meste af Vesteuropa i tidlig middelalder og lagde grundstenen til de moderne lande Frankrig og Tyskland. Han blev i år 800 kronet som Romersk Kejser i Rom og var derved den første germanske fyrste, som antog den romerske kejsertitel og skabte det vesteuropæiske kejserbegreb, der dominerede storpolitikken helt frem til 1918. Tilnavnet "den Store" fik han i sin levetid.

## Liv
Karl kom fra den familie, der i dag er kendt som karolingerne, som allerede havde været den afgørende magt ved det kongelige hof Frankerriget i årtierne før, selv om de kun havde haft den egentlige værdighed som konger siden 751. Han var søn af frankerkongen Pipin den lille og dronning Bertrada af Laon.
Efter faderens død i 768 delte han kongemagten med sin bror Karloman, men da denne døde i 771 blev Karl enehersker. Tidligt slog han ind på en stormagtskurs og knuste i 774 langobarderriget og blev herre over store dele af Italien. I 777-78 foretog han et kun delvis vellykket felttog mod araberne i Spanien via Roncesvallespasset, et felttog der har inspireret til heltedigtet Rolandskvadet.
773-804 besejrede han Sakserne, Friserne og de vendiske Abodritter i blodige krige i Østholsten. Han blev den 25. december 800 kronet som Romersk Kejser i Rom af pave Leo 3. Han var nu ligeværdig med den østromerske kejser i Konstantinopel.
Ved hans død omfattede det Frankiske rige en stor del af det gamle vestromerske rige med nordgrænse ved Elben og en fremskudt borg ved Itzehoe i Holsten opført i 809. Han opnåede aldrig at samle alle dele af det gamle rige, for angelsakserne og vikingerne sad hårdt på England, og maurerne havde erobret Spanien næsten op til Pyrenæerne.
Indenrigspolitisk søgte Karl at styrke statsmagten, men opgav aldrig ideen om landet som et arverige, der kunne opdeles efter forgodtbefindende. Han tog sig ivrigt af undervisning og oprettede skoler for børn af både stormænd og lavere placerede embedsmænds, ligesom han samlede en kreds af lærde ved sit hof, bl.a. englænderen Alkuin.
Blandt Karls vidtrækkende politiske tiltag var en møntreform, der dannede det tredelte karolingiske møntsystem, der kom til at præge pengevæsenet i store dele af Europa i mange hundrede år.
Han blev efterfulgt af sin eneste overlevende søn, Ludvig den Fromme.

## Eftermæle
Han er blevet kaldt "Europas fader", eftersom han af det smuldrende, hærgede romerrige skabte grundlaget for det moderne Europa bl.a. ved en begyndende statsdannelse af Frankrig og Tyskland – to magter, der i høj grad har formet Europas og verdens historie.

## I populærkultur
Skuespiller og sanger Christopher Lees symfoniske metal konceptalbum Charlemagne: By the Sword and the Cross og dets heavy metalopfølger Charlemagne: The Omens of Death omhandler begge begivenheder i Karl den Stores liv.